# Pierre Agostini
Pierre Agostini (Tunis, 23 juli 1941) is een Franse natuurkundige en hoogleraar aan de Ohio State University. Hij is bekend voor zijn pionierswerk in de hoge-veld laserfysica en attoseconde wetenschap. Hij ontving in 2023 gezamenlijk de Nobelprijs voor Natuurkunde.

## Opleiding en carrière
Pierre Agostini werd in 1941 geboren in Tunis, in het Franse protectoraat Tunesië. Hij studeerde af aan de Prytanée National Militaire in 1959 in La Flèche, Frankrijk.
Agostini studeerde natuurkunde aan de Université d'Aix-Marseille, de universiteit in Aix-Marseille, waar hij in 1961 een onderwijsbevoegdheid in natuurkunde behaalde, in 1962 een diplôme d'études approfondies en in 1968 een doctoraat in optica. Zijn proefschrift ging over meerlaagse diëlektrische filters voor het ultraviolet.
Na zijn promotie werd hij in 1969 onderzoeker bij CEA Saclay, waar hij bleef tot 2002. In deze periode werkte Agostini in het laboratorium van Gérard Mainfray en Claude Manus, waar hij multifotonionisatie bestudeerde met behulp van de krachtige lasers van het CEA. In 1979 observeerden zij als eersten bovendrempelionisatie (ATI, "above-threshold ionization") in xenongas.
In 2001 slaagden Agostini en zijn team bij CEA Saclay, in samenwerking met Harm Geert Muller van de Nederlandse Stichting voor Fundamenteel Onderzoek der Materie (FOM), erin om een reeks pulsen van 250 attoseconden te creëren met behulp van een geavanceerde laser van het Applied Optics Laboratory. Door de ultrakorte ultraviolette pulsen te recombineren met het oorspronkelijke infrarode licht, creëerden ze een interferentie-effect waarmee ze de lengte en de herhalingssnelheid van de pulsen konden karakteriseren.
Agostini was tussen 2002 en 2004 gastwetenschapper aan het Brookhaven National Laboratory in de Amerikaanse staat New York, waar hij werkte in de groep van Louis F. DiMauro. In 2005 werd hij hoogleraar natuurkunde aan de Ohio State University (OSU), tegelijk met Louis F. DiMauro, die een jaar eerder naar OSU was verhuisd. Agostini ging in 2018 met emeritaat.

## Erkenning
Agostini ontving in 1995 de Gustave Ribaudprijs van Académie des sciences, de Franse Academie van Wetenschappen. In 2003 ontving hij de Gay-Lussac-Humboldtprijs en het Joop Los Fellowship van de Nederlandse Stichting voor Fundamenteel Onderzoek der Materie (FOM). In 2007 ontving hij ook de William F. Meggers Prize in Spectroscopy van de Optical Society of America (OSA) en is hij lid van de Humboldt Foundation. In 2008 werd hij verkozen tot Fellow van de OSA "voor zijn leiderschap in het ontwikkelen van innovatieve experimenten die belangrijke inzichten verschaffen in de dynamica van de niet-lineaire respons van atomen en moleculen die worden blootgesteld aan sterke infrarode laserpulsen".
In 2023 kreeg hij samen met Anne L'Huillier en Ferenc Krausz de Nobelprijs voor Natuurkunde voor "experimentele methoden voor het genereren van attoseconde lichtpulsen voor het bestuderen van elektronendynamica in materie".